# Marie Faassen
Maria (Marie) Faassen (Rotterdam, 7 maart 1872 - Amsterdam, 29 januari 1963) was een Nederlands actrice.

## Loopbaan
Faassen had al kleine rolletjes gespeeld, voordat zij op 17-jarige leeftijd haar officiële debuut maakte in het toneelstuk Zwarte Griet van haar oom Rosier Faassen. Na enige jaren in Rotterdam te hebben gespeeld, vertrok ze met haar echtgenoot naar Amsterdam. Daar trad ze op bij het gezelschap van Charles de la Mar en later bij Herman Heijermans. Ze heeft verder gespeeld in de ensembles van Louis Saalborn, Eduard Verkade, Dirk Verbeek en Cor van der Lugt Melsert. Na de Tweede Wereldoorlog speelde ze geruime tijd bij het Amsterdams Toneelgezelschap (A.T.G.) en bij het Nederlands Volkstoneel. In 1950 vierde Faassen haar zestigjarig toneeljubileum als Kniertje in Op Hoop van Zegen. In 1959 trad ze nog voor televisie op in het muzikale blijspel Meer geluk dan wijsheid als Olivia.

## Privé
Marie Faassen was een dochter van Alexander Faassen senior. Ze trouwde in 1893 met de acteur Mari Jacobus Ternooij Apèl (1867-1912), maar het huwelijk eindigde na zeven jaar in een scheiding. Ze overleed op negentigjarige leeftijd in een rusthuis in Amsterdam.